# 百々西町
百々西町（どうどにしまち）は愛知県岡崎市岩津支所管区の町名。丁番を持たない単独町名である。

## 地理
岡崎市の北西部に位置する。番地が置かれている。

### 番地
| - 1 - 2 - 3 | - 4 - 5 - 6 | - 7 - 8 - 9 | - 10 - 11 - 12 | - 13 - 14 - 15 | - 16 - 17 - 18 | - 19 - 27 |

## 世帯数と人口
2019年（令和元年）5月1日現在の世帯数と人口は以下の通りである。
| 町丁     | 世帯数  | 人口  |
| -------- | ------- | ----- |
| 百々西町 | 350世帯 | 812人 |

### 人口の変遷
国勢調査による人口の推移
| 1995年（平成7年）  | 637人 | [ 6 ]  |  |
| 2000年（平成12年） | 629人 | [ 7 ]  |  |
| 2005年（平成17年） | 700人 | [ 8 ]  |  |
| 2010年（平成22年） | 772人 | [ 9 ]  |  |
| 2015年（平成27年） | 782人 | [ 10 ] |  |

## 小・中学校の学区
市立小・中学校に通う場合、学区は以下の通りとなる。
| 番・番地等 | 小学校               | 中学校           |
| ---------- | -------------------- | ---------------- |
| 全域       | 岡崎市立大樹寺小学校 | 岡崎市立北中学校 |

## 歴史
額田郡百々村の一部を前身とする。

### 沿革
- 1978年（昭和53年）3月21日 - 百々町、井ノ口町、東蔵前町、西阿知和町の各一部を分離し、百々西町を設置[1]。

## 交通
道路
- 愛知県道39号岡崎足助線
  - 足助街道
  - 青木橋通り
- 都市計画道路岡崎環状線

## 施設
- 豊田信用金庫岡崎北支店
- 西尾信用金庫岡崎北支店
- スギ薬局岡崎北店
- メガネの三城岡崎北店

## その他

### 日本郵便
- 郵便番号 : 444-2117[4]（集配局：岩津郵便局[12]）。

## 参考資料
- 「角川日本地名大辞典」編纂委員会 編『角川日本地名大辞典 23 愛知県』角川書店、1989年3月8日。ISBN 4-04-001230-5。
- 有限会社平凡社地方資料センター 編『日本歴史地名体系第23巻 愛知県の地名』平凡社、1981年。ISBN 4-582-49023-9。